# Бока дел Рио
Бока дел Рио (на испански: Boca del Río) е град в щата Веракрус, Мексико. Населението на Бока дел Рио е 9947 жители (по данни от 2010 г.), а общата му площ е 42,77 км². Бока дел Рио получава статут на град през 1988 г.